# 方城县
方城县在中国河南省西南部、唐河上游，是南阳市下辖的一个县。

## 历史
秦置阳城县；汉改称堵阳县；北魏始设方城县；金置裕州，领方城、舞阳、叶三县；明废方城入州；民国二年（1913年）复改方城县。

## 人口
根據第七次人口普查數據，截至2020年11月1日零時，方城縣常住人口873731人。

## 行政区划
方城县下辖3个街道办事处、14个镇、1个民族乡：
凤瑞街道、释之街道、赭阳街道、广安街道、独树镇、博望镇、拐河镇、小史店镇、赵河镇、广阳镇、杨楼镇、券桥镇、清河镇、四里店镇、古庄店镇、杨集镇、柳河镇、二郎庙镇、袁店回族乡和方城大寺林场。

## 交通
公路有 234国道、 345国道、豫01线；高速有 许平南高速公路、平宜国家高速（筹建）；高铁有郑渝高速铁路途经，设方城站；水路有南水北调工程穿境而过。

## 矿产
該縣礦產豐富，有金、银、铅、锌、铝、钛等金屬礦，以及萤石、滑石、钾长石、白云岩、硅石、大理石、花岗石、石灰石等非金屬礦。

## 特色小吃
- 羊肉燴麵
- 博望锅盔
- 羊肉胡辣汤
- 油馍头
- 油茶